# Bailey Peacock-Farrell
Bailey Peacock-Farrell (Darlington, Inglaterra, Reino Unido, 29 de octubre de 1996) es un futbolista norirlandés. Juega de portero y su equipo es el Blackpool F. C. de la League One.
Es internacional absoluto con la selección de Irlanda del Norte.

## Trayectoria
Peacok-Farrell jugaba en las inferiores del Middlesbrough antes de fichar por el Leeds United en 2013. Firmó su primer contrato como profesional por el club en junio de 2015, y debutó con el primer equipo del Leeds en abril de 2016. En octubre de 2017 se fue a préstamo al York City de la National League North. Se ganó la titularidad en el club de Leeds a finales de la temporada 2017-18.
El 2 de agosto de 2019 el Burnley F. C. hizo oficial su fichaje por cuatro temporadas tras pagar 2,5 millones de libras al |Leeds United. Tras cumplir la mitad de ellas, en julio de 2021 fue cedido al Sheffield Wednesday F. C. para el curso 2021-22. Tras la misma regresó a Burnley y consiguió ascender a la Premier League antes de volver a ser prestado, esta vez al Aarhus GF. Tras esta última cesión se marchó definitivamente al Birmingham City F. C.
El 18 de julio de 2025, tras haber conseguido un ascenso a la EFL Championship en su primera temporada en Birmingham, fue cedido al Blackpool F. C.

## Selección nacional
Peacock-Farrell podía representar a Irlanda del Norte, ya que su abuelo Jim Farrell nació en Enniskillen. Fue llamado a entrenar con la selección de Irlanda del Norte en mayo de 2017, y en agosto del mismo año recibió su primera convocatoria para los encuentros ante San Marino y la República Checa de la clasificación para la Copa Mundial de Fútbol de 2018.
Jugó con la sub-21 de Irlanda del norte el 26 de marzo de 2018, en el empate a cero contra su similar de Islandia.
Debutó con la selección absoluta el 30 de mayo de 2018 en un amistoso contra Panamá, cuando entró en el segundo tiempo, el resultado fue un empate a cero.

## Estadísticas

### Clubes
Actualizado al último partido disputado el 4 de marzo de 2025.
| Club                                 | Div.          | Temporada     | Liga  | Liga  | Copas nacionales | Copas nacionales | Copas internacionales | Copas internacionales | Total | Total |
| Club                                 | Div.          | Temporada     | Part. | Goles | Part.            | Goles            | Part.                 | Goles                 | Part. | Goles |
| ------------------------------------ | ------------- | ------------- | ----- | ----- | ---------------- | ---------------- | --------------------- | --------------------- | ----- | ----- |
| Leeds United F. C. Inglaterra        | 2.ª           | 2015-16       | 1     | 0     | 0                | 0                | —                     | —                     | 1     | 0     |
| Leeds United F. C. Inglaterra        | 2.ª           | 2016-17       | 0     | 0     | 0                | 0                | —                     | —                     | 0     | 0     |
| York City F. C. Inglaterra           | 6.ª           | 2017-18       | 4     | 0     | 0                | 0                | —                     | —                     | 4     | 0     |
| York City F. C. Inglaterra           | Total club    | Total club    | 4     | 0     | 0                | 0                | —                     | —                     | 4     | 0     |
| Leeds United F. C. Inglaterra        | 2.ª           | 2017-18       | 11    | 0     | 0                | 0                | —                     | —                     | 11    | 0     |
| Leeds United F. C. Inglaterra        | 2.ª           | 2018-19       | 28    | 0     | 1                | 0                | —                     | —                     | 29    | 0     |
| Leeds United F. C. Inglaterra        | Total club    | Total club    | 40    | 0     | 1                | 0                | —                     | —                     | 41    | 0     |
| Burnley F. C. Inglaterra             | 1.ª           | 2019-20       | 0     | 0     | 0                | 0                | —                     | —                     | 0     | 0     |
| Burnley F. C. Inglaterra             | 1.ª           | 2020-21       | 4     | 0     | 4                | 0                | —                     | —                     | 8     | 0     |
| Sheffield Wednesday F. C. Inglaterra | 3.ª           | 2021-22       | 45    | 0     | 2                | 0                | —                     | —                     | 47    | 0     |
| Sheffield Wednesday F. C. Inglaterra | Total club    | Total club    | 45    | 0     | 2                | 0                | —                     | —                     | 47    | 0     |
| Burnley F. C. Inglaterra             | 2.ª           | 2022-23       | 8     | 0     | 8                | 0                | —                     | —                     | 16    | 0     |
| Burnley F. C. Inglaterra             | Total club    | Total club    | 12    | 0     | 12               | 0                | —                     | —                     | 24    | 0     |
| Aarhus GF Dinamarca                  | 1.ª           | 2023-24       | 21    | 0     | 6                | 0                | 1                     | 0                     | 28    | 0     |
| Aarhus GF Dinamarca                  | Total club    | Total club    | 21    | 0     | 6                | 0                | 1                     | 0                     | 28    | 0     |
| Birmingham City F. C. Inglaterra     | 3.ª           | 2024-25       | 9     | 0     | 7                | 0                | —                     | —                     | 16    | 0     |
| Birmingham City F. C. Inglaterra     | Total club    | Total club    | 9     | 0     | 7                | 0                | 0                     | 0                     | 16    | 0     |
| Blackpool F. C. Inglaterra           | 3.ª           | 2025-26       | 0     | 0     | 0                | 0                | —                     | —                     | 0     | 0     |
| Blackpool F. C. Inglaterra           | Total club    | Total club    | 0     | 0     | 0                | 0                | 0                     | 0                     | 0     | 0     |
| Total carrera                        | Total carrera | Total carrera | 131   | 0     | 28               | 0                | 1                     | 0                     | 160   | 0     |

### Selección nacional
| Sub-21 Irlanda del Norte                                                                                           | 2018-         | - | - | 1 | 0 | - | - | 1 | 0 |
| Sub-21 Irlanda del Norte                                                                                           | Total         | - | - | 1 | 0 | - | - | 1 | 0 |
| Absoluta Irlanda del Norte                                                                                         | 2018          | 2 | 0 | 3 | 0 | - | - | 5 | 0 |
| Absoluta Irlanda del Norte                                                                                         | Total         | 2 | 0 | 3 | 0 | - | - | 5 | 0 |
| Total carrera | Total carrera | 2 | 0 | 4 | 0 | 0 | 0 | 6 | 0 |
| (1) Incluye los partidos de la Clasificación para la Eurocopa Sub-21 de 2019 y la Liga de las Naciones de la UEFA. |               |   |   |   |   |   |   |   |   |

## Palmarés

### Distinciones individuales
| Distinción                             | Año     |
| -------------------------------------- | ------- |
| Jugador joven del año de Leeds United. | 2017-18 |